# Zoomビデオコミュニケーションズ

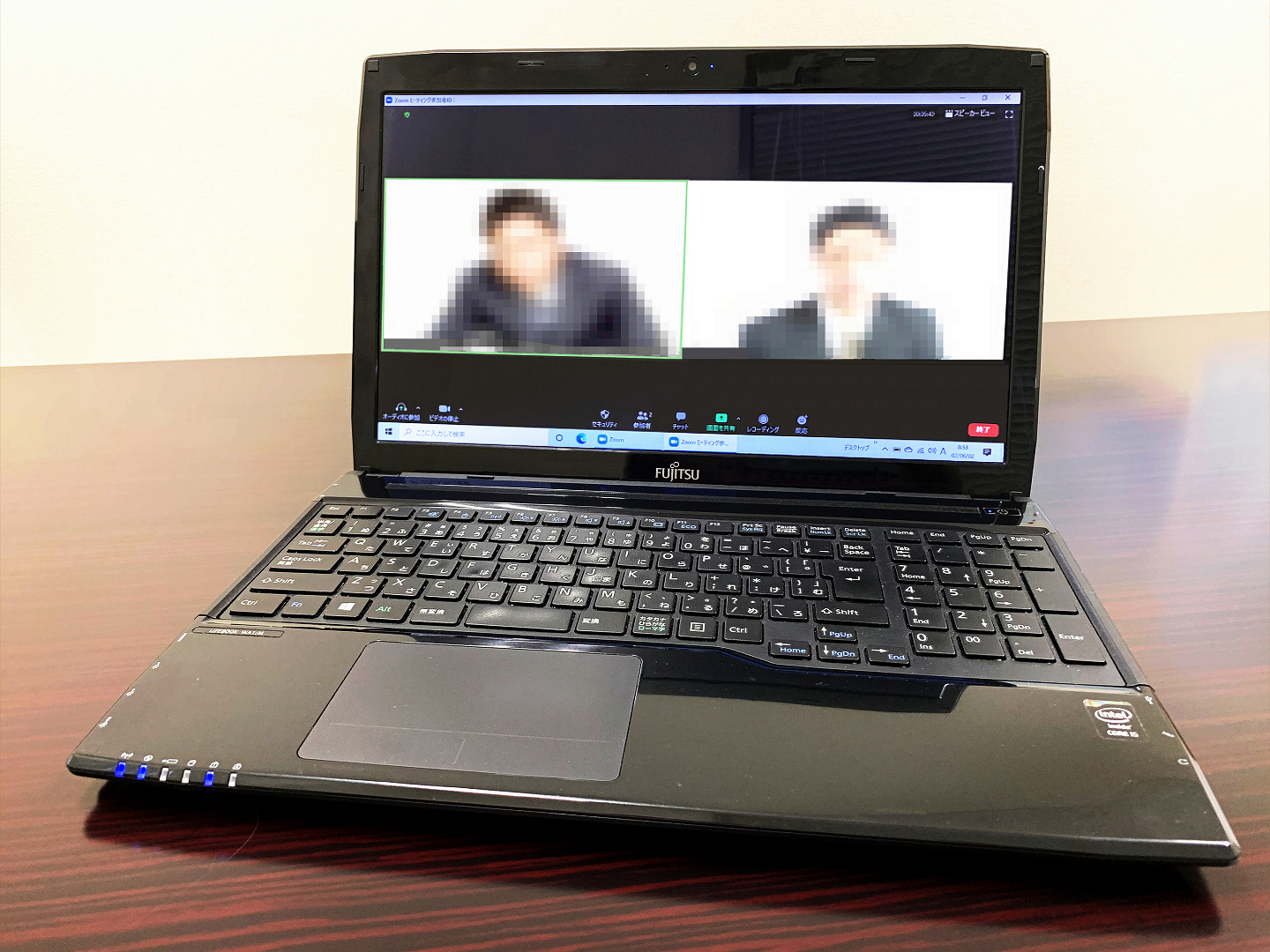
ノートパソコンを利用したWeb会議

Zoomコミュニケーションズ（ズームコミュニケーションズ、英: Zoom Communications, Inc.）は、アメリカ合衆国カリフォルニア州サンノゼに本社をおく会社で、2011年に中国山東省出身のエリック・ヤン（中国名：袁征）が創業。通称はZoom（ズーム）。クラウドコンピューティングを使用したWeb会議サービスZoomを提供する。名称はカタカナ表記でズーム・コミュニケーションズとすることもある。
ビデオ会議、オンライン会議、チャット、モバイルコラボレーションを組み合わせた主にWeb上でのコミュニケーションソフトウェアを提供している。

## 歴史
2011年に、Zoomは、 シスコシステムズのリードエンジニアとそのコラボレーションビジネスユニットであるWebExによって設立された。スタンフォード大学のエグゼクティブプログラムを卒業した創設者のエリック・ヤンは、当時シスコのコラボレーションソフトウェア開発のエンジニアリング担当副社長をしていた。 WebExおよびRing CentralのDavid Bermanが、2015年11月に社長に就任。 
2013年1月にサービスが開始され、2013年5月までに利用者は100万人に達した。 リリースの最初の年に、ZoomはB2Bコラボレーションソフトウェアプロバイダーとのパートナーシップを確立した。Redbooth （当時はTeambox）とのパートナーシップは、 Redboothにビデオコンポーネントを追加する役割を果たした。このパートナーシップの直後に、Zoomは「Works with Zoom」という名前のプログラムを作成し、Logitech 、Vaddio、InFocusなどの複数のハードウェアおよびソフトウェアベンダーとのパートナーシップを確立した。
2013年末に向けて、ZoomはソフトウェアをInterviewStreamに統合することに成功した。InterviewStreamは、雇用主にリモートでビデオインタビューを提供する会社である。InterviewStreamは、Zoomのビデオサービスを使用して、ビデオインタビュー機能を拡張した。 
2013年12月11日に、Centrify Corporationは、Microsoft Active Directory、アクセス制御、シングルサインオン（SSO）の互換性をZoomのアプリケーションと統合すると発表した。Zoomは2014年3月17日までに、 Voxboneとのパートナーシップを介して、無料の公衆交換電話網番号にダイヤルインすることにより、参加者が会議に参加できる機能を追加した。年内のバージョン3.5のリリースにより、iOSを実行しているモバイルデバイスにモバイル画面共有が追加された。
2015年2月の時点で、ズームビデオコミュニケーションズの主要製品であるZoom Meetingsを利用している参加者の数は4,000万人に達し、65,000の組織が加入した。これに加えて、同社の会議時間利用はサービス全体で合計10億「分」を超えた。 

2015年2月4日に、ズームビデオコミュニケーションズはシリーズC資金として3000万ドルを受け取った。この資金調達ラウンドの参加者には、Emergence Capital、Horizons Ventures（ Li Ka-shing ）、Qualcomm Ventures 、Jerry Yang、およびDr. Patrick Soon-Shiongが含まれた。同年9月15日にZoomはSalesforceと提携してビデオ会議をCRMプラットフォームに統合し、営業担当者がアプリケーションを離れることなく顧客との会議を開始できるようにした。 この統合が行われた直後、11月3日、David Berman（ RingCentralの前社長）がズームビデオコミュニケーションズの社長に任命された。 Veeva Systemsの創設者兼CEOであるPeter Gassnerは同日、Zoomの取締役会に加わった。
2016年2月、Zoomはコロラド州デンバーに新しいオフィスを開設した。 同社の最高経営責任者（CEO）ヤンによると、この拡大の理由は、州の「成長している技術分野企業誘致機会」と米国中部の立地を活用するためだった 同年後半、同社はVMwareのCIOであるBask Iyerがビジネスアドバイザーとして加わった。
2017年初頭、同社の評価額は10億ドルだった。
2017年1月、Zoomは公式にUnicornクラブに参加し、 Sequoia Capitalから10億ドルの評価額で、シリーズD資金1億ドルを集めた。 この発表は、Zoom 4.0のリリースと連動していた。 CEOのヤンによると、Zoomは前四半期にキャッシュフローがプラスの状態であったため、これらの資金でプロジェクトを計画するのではなく、投資を銀行で行い、開発が必要な部分に投資することに決めた。
2017年4月24日に、ビデオ通信プロバイダーは最初のスケーラブルなテレヘルス製品のリリースを発表した。これにより、医師は診察のためにビデオを通じて患者を診察することができるようになった。 Zoom for Telehealthと呼ばれるソリューションは、病院インフラ内の他のヘルスケアアプリケーションと統合し、患者に「仮想待合室」を提供。 また、署名したビジネスアソシエイト契約により、採用者のHIPAAコンプライアンスを維持した。
2017年5月、ZoomはPolycomのZoom Connectorと呼ばれる新製品を通じてPolycomとのパートナーシップを発表した。 Zoom Connector for Polycomは、Zoomのビデオ会議をPolycomの会議システムに統合し、複数画面およびデバイス会議、HDおよびワイヤレス画面共有、Outlook、Googleカレンダー、iCalとのカレンダー統合などの機能を有効にした。
2017年8月、Marketwiredは、Zoomが会社の成長におけるいくつかのマイルストーンを通過したことを認めるプレスリリースを公開した。 ハイライトには、200億を超える年次会議議事録のホスト（昨年の69億から増加）、シドニーおよび英国での海外オフィスの開設、前年比150％の収益増加、顧客ベースの100％の増加、パートナーとの統合および最適化が含まれていた。Polycom、Crestron、Cisco、およびZoom Rooms Scheduling DisplayやZoom for Telehealthなどのプラットフォームに新機能と拡張機能も導入した。 さらに、ZoomはForbes Cloud 100リストで18位にランクされ、Gartner Peer Insightsで4.8 / 5を獲得した。
2017年9月、ZoomはZoomの最初の年次ユーザー会議であるZoomtopia 2017を開催した。 Zoomは、Zoomと拡張現実を統合するZoomのパートナーシップ、FacebookによるSlackおよびWorkplaceとの統合、人工知能音声テキスト変換への初歩技術提供など、一連の新製品とパートナーシップを発表した。
2017年10月、Zoomは、ジョナサンチャドウィックが財務報告と開示を監督する監査委員会委員長として会社の取締役会に加わったことを発表した。
2017年11月8日、Zoomは、Zooskの前CEOおよびCisco WebEx部門のCFOであるKelly Steckelbergが、新しい最高財務責任者（CFO）としてZoomに加わったことを発表した。
2019年3月には、ZoomはNASDAQに株式公開を申請、2019年4月18日に、同社が持つ株式の72％以上を公開し、新規株式公開（IPO）を行い、$36の株価をつけた。  同社は、IPOの終了までに160億ドル弱の時価総額と評価されていた。  
2019年以降のコロナウイルス大流行時には、社会的距離の要件により、テレワーク、遠隔教育、オンラインでの社会関係を余儀なくされた。何千もの教育機関がZoomを使ったオンライン授業に切り替えた。同社は多くの国で小中高の学校に無料でサービスを提供した。
2020年2月までに、Zoomは2020年に222万人のユーザーを獲得しており、これは2019年全体で蓄積したユーザー数を上回っていた。2020年3月のある日、Zoomアプリは343,000回ダウンロードされ、そのうち約18％が米国からのダウンロードであった。1日の平均ユーザー数は、2019年12月の約1,000万人から2020年3月には約2億人に増加した。これにより、一般的な株式市場の低迷にもかかわらず、2020年初頭に同社の株価は大幅に上昇した。
2021年7月18日、米クラウドサービス会社ファイブ9を買収することで合意したと発表した。約147億ドル（約1兆6160億円）相当の全額株式の買収となる。
2022年11月27日、日本の音楽機器メーカーのズームが同社を相手取り商標権の侵害行為の差し止めと損害賠償請求を求める訴状をドイツのデュッセルドルフ地裁に提出した。

## 製品とサービス
Zoom利用形態にはFree・Pro・Businessの3種類あり、Freeは無料で100人・1セッション40分まで（40分過ぎたらまた会議を起動すればいい）、Proは年間20,100円（2023年12月16日現在、ドル・円交換率で日々変動）で1セッション300時間・100人まででCloud storage 5GBなどが使えて、Businessは年間29,990円（同）で1セッション300時間・100人まででCloud storage 5GB、New schedulerなどが使える。

## 認定とコンプライアンス
- FedRamp [44]
- HIPAA [45]
- ピペダとフィパ[46]

## 表彰
- Frost＆Sullivan Company of the Year Award Global Video Conferencing Industry 2019 [47] [48]
- Glassdoor＃2働きやすい職場2019 [49]
- Zoom CEOのEric Yuanは、2018年にGlassdoorで第1位のCEOに指名されました[50] [51]
- Trustradiusトップ評価Web会議ソフトウェア2016-2019 [52]
- 2018年のフォーブスクラウド100の＃ 3 [53]
- 2018 Reader's Choice Awards受賞者[54]
- 2018年Gartnerミーティングソリューションのマジッククアドラントのリーダー[55]
- Gartner Peer Insightsの会議ソリューションに対する顧客の選択！ 2018 [56]
- ゴールドスティービー賞受賞者：年間最優秀企業-コンピューターソフトウェア-大規模[57]
- Credit Suisse AG破壊的技術認識（DTR）プログラム[58]

## パートナーシップ
- アトラシアン[59]
- HP [60]
- ポリコム[61]
- スラック[62]
- HubSpot、Aver、Crestron、Dell、DTEN、Logitech、Suirui [63]

## スポンサー
2021年からはフォーミュラ1のスポンサーも務めている。

## 資金調達
2017年1月、Zoomは公式にUnicornクラブに参加し、Sequoia Capitalから1億ドルの評価額でシリーズDに1億ドルの資金を集めた。 この発表は、Zoom4.0のリリースと連動していた。 CEOのエリック・S・ヤンによると、Zoomは前四半期にキャッシュフローのプラスの地位にあったため、これらの資金でプロジェクトを計画するのではなく、開発を必要とする部分に投資しすることにしたという。

## 中国政府との関係
2020年6月11日の天安門事件に関するビデオ会議を閉鎖させており、そこに参加していたアメリカや香港の人権活動家のアカウントを停止していた。これに関してZoom社は中国政府からの中国の国内法に違反するとの通告があり、それに応じた措置を講じていたことが判明。
2020年12月、中国人幹部ジュリアン・ジン(金新江)が中国政府に協力し顧客の情報を渡すとともに、中国政府に不都合なZOOM会議が開かれないか監視業務をおこなっていた疑いによりアメリカ司法省に起訴された。また11月19日に既に逮捕状が出ている。

## 批判
Zoomの公開しているドキュメントによると通信にはAES-256が使用されていると記載されている。しかし、トロント大学のシチズンラボの研究者によると、実際にはいくつかの通信にはAES-128のECBモードが使用されていた。ECBモードはプレーン情報と暗号化された情報の一部が一致することがあるため、強固なセキュリティが求められる通信には推奨されない。 同社は2018年10月と11月に修正プログラムをリリースした。
Zoomは、プライバシーポリシーで発表されていなかった個人情報をFacebookなどの第三者に違法かつ秘密裏に開示したとしてアメリカ合衆国連邦裁判所に提訴された。訴状によると、同社の「完全に不十分なプログラム設計とセキュリティ対策により、ユーザーの個人情報が不正開示につながっており、今後もその結果が続く」と申し立てられた。Zoomは「最近、Facebook SDKが不必要なデバイスデータを収集していることに気づかされた」と述べ、これらの懸念に対処するため、アプリをパッチしてSDK（主にソーシャルログインのサポートに使用されていた）を削除したと発表した。同社は、SDKはユーザーのデバイスの仕様（モデル名やOSのバージョンなど）に関する情報を収集しているに過ぎず、個人情報を収集していないとしている。
Zoomのデータマイニング機能が、ユーザーのプロフィールと一致させるためのツールを介して、ユーザー名とメールアドレスをLinkedInに自動的に送信し、一部の参加者が他のユーザーに関するLinkedInのプロフィールデータに密かにアクセスできるようにした。ZoomとLinkedInは、その統合をできなくした。
FBIによると、Zoomを遠隔教育に利用する場合、類似のオンライン学習サービスを利用する際に、IPアドレス、ウェブ閲覧履歴、学業成績、生体認証などの学生の個人情報が危険にさらされる可能性があるという。また、学生の不正監視や、Family Educational Rights and Privacy Act（FERPA）に基づく学生の権利の侵害の可能性も問題になるかもしれないという。同社は、動画サービスがFERPAに準拠していると主張しているほか、「技術・運用サポートを提供するため」にのみ、ユーザーデータを収集・保存していると主張している。
2019年7月、セキュリティ研究者のジョナサン・レイチュアは、任意のWebサイトがユーザーの許可なく、macOSユーザーにビデオカメラを起動した状態でZoomの通話に強制的に参加させることを可能にするゼロデイ脆弱性を公開した。さらに、macOS上でZoomクライアントをアンインストールしようとすると、最初のインストール時にマシン上に設定され、クライアントを削除しようとした後もアクティブなままになっている隠しWebサーバを使用して、バックグラウンドで自動的に再インストールするよう指示していた。Zoom は脆弱性と隠されたウェブサーバーを削除し、完全なアンインストールを可能にした。
望んでいない参加者が混乱を起こすために会議に参加する「Zoom爆撃（Zoombombing）」は、連邦捜査局からの警告をもたらした。
Zoomは、そのマーケティング資料で「エンドツーエンド暗号化」を使用すると主張しているが、 後にそれが "Zoomの末端からZoomの末端へ"（ZoomサーバーとZoomクライアント間で効果的）を意味することを明らかにし、ネットメディアのザ・インターセプトは誤解を招き「不正」と述べている。

## 参照資料
1. ↑  米ズーム、中国圧力で人権団体の利用を一時停止　天安門絡み - 産経ニュース
2. 1 2  「日本のズーム、米ビデオ会議ズームを独で提訴 「商標権を侵害」」『Reuters』2022年11月28日。2022年12月15日閲覧。
3. 1 2  Maldow, David S., Esq. (2013年1月27日). “Zoom's Full Featured UME Videoconferencing Platform Exceeds Expectations”.   Telepresence Options. 2020年4月10日閲覧。
4. ↑  “Lunar New Year Social Mixer with Eric Yuan, CEO/Zoom”. alumni-gsb.stanford.edu. 2019年8月28日閲覧。
5. ↑  “Zoom Names New President David Berman and Board Member Peter Gassner”. Press release (2015年11月3日). 2017年3月21日閲覧。
6. ↑  Pleasant, Robbie (2013年5月23日). “Zoom Video Communications Reaches 1 Million Participants”.   TMCnet. 2020年4月10日閲覧。
7. ↑  “Teambox Adds High-Definition Video Conferencing, Market Looks for Deeper Collaboration”.  TechCrunch (2013年6月18日). 2020年4月10日閲覧。
8. ↑  “Vaddio and Zoom Video Communications Partner to Bring Collaboration to The Enterprise”.   HD Pro Guide (2013年7月25日). 2015年2月11日閲覧。
9. ↑  “Zoom Launches Program with Top Communications Tech Companies”.  TMCnet (2013年7月25日). 2020年4月10日閲覧。
10. ↑  Chao, Jude (2013年7月29日). “Zoom Beefs Up Video Conferencing Strategy with New Partners”.   Enterprise Networking Planet. 2015年2月11日閲覧。
11. ↑  “Zoom Video Communications Partners with Industry-Leading Technology Providers” (Press release). Business Wire. 23 July 2013. 2015年2月11日閲覧.
12. ↑  “InterviewStream Expands Video Interviewing Capabilities with Zoom Video Integration” (Press release). PRWeb. 19 December 2013. 2015年2月11日閲覧.
13. ↑  “InterviewStream Expands Video Interviewing Capabilities with Zoom Video Integration”. PRWeb 2017年6月22日閲覧。
14. ↑  “Zoom Joins Centrify Alliance Partner Program to Bring Centrify Web and Mobile Single Sign-On to Zoom's Leading Video Conferencing Service” (Press release). Yahoo Finance. 11 December 2013. 2015年2月13日閲覧.
15. ↑  “Zoom Selects Voxbone to Connect Conferencing Services to PTSN” (Press release). Reuters. 17 March 2014. 2015年2月13日閲覧.
16. ↑  Nguyen, Hubert (2014年12月29日). “Zoom 3.5 Video Conferencing Adds Mobile Sharing”.   Ubergizmo. 2015年2月13日閲覧。
17. ↑  “Zoom Raises $30M in Series C Funding Led by Emergence Capital” (Press release). Market Wired.
18. ↑  Gage, Deborah (2015年2月4日). “Fast-Growing Zoom Raises $30 Million for Online Video Conferencing”.   Wall Street Journal. 2020年4月10日閲覧。
19. ↑  Delony, David (2015年9月15日). “Zoom Announces Salesforce Integration”.   TMCnet. 2015年11月19日閲覧。
20. ↑  “Zoom Names New President David Berman and Board Member Peter Gassner” (Press release). MarketWired. 3 November 2015. 2015年11月19日閲覧.
21. ↑  “Zoom Expanding With New Denver Office”. MarketWired (2016年2月22日). 2016年6月8日閲覧。
22. ↑  “Zoom Names VMware CIO Bask Iyer as Newest Advisor”. MarketWired (2016年5月2日). 2016年6月8日閲覧。
23. 1 2  Clark (2019年3月22日). “Zoom, a profitable unicorn, files to go public” (英語). TechCrunch. 2019年4月19日閲覧。
24. ↑  Miller, Ron (2017年1月17日). “Zoom video conferencing service raises $100 million from Sequoia on billion-dollar valuation”. TechCrunch 2017年9月7日閲覧。
25. ↑  Young, Alicia (2017年4月24日). “Zoom Introduces New Telehealth Solution”. TMCnet 2017年9月7日閲覧。
26. ↑  “Zoom Launches Industry's First Scalable Cloud-Based Video Telehealth Solution” (Press release).
27. ↑  Dignan, Larry (2017年5月25日). “Polycom, Zoom forge video conferencing, collaboration pact | ZDNet” (英語). ZDNet 2017年11月29日閲覧。
28. ↑  “Zoom Continues Its Meteoric Ascent -- Leading Video Communications Company Grows YOY Revenue by 150%, Customer Base by 100%”. 2020年4月10日閲覧。
29. ↑  Miller, Ron. “Zoom brings a dash of augmented reality and artificial intelligence to meetings in latest release” (英語). TechCrunch 2017年11月29日閲覧。
30. ↑  “Zoom Names Jonathan Chadwick to Board of Directors”. 2020年4月10日閲覧。
31. ↑  “Zoom Appoints Kelly Steckelberg as Chief Financial Officer”. 2020年4月10日閲覧。
32. ↑  Business (2019年4月18日). “Zoom nearly reaches $16 billion in value after first day of trading”. CNN. 2019年4月19日閲覧。
33. ↑  “Students and teachers struggle with remote education due to coronavirus” (英語). TheHill (2020年4月20日). 2020年4月21日閲覧。
34. ↑  Lorenz, Taylor; Griffith, Erin; Isaac, Mike (2020年3月17日). “We Live in Zoom Now”. The New York Times. ISSN 0362-4331.  オリジナルの2020年3月23日時点におけるアーカイブ。 2020年3月23日閲覧。
35. ↑  Mervosh, Sarah; Swales, Vanessa (2020年3月10日). “Colleges and Universities Cancel Classes and Move Online Amid Coronavirus Fears”. The New York Times. ISSN 0362-4331.  オリジナルの2020年4月7日時点におけるアーカイブ。 2020年3月26日閲覧。
36. 1 2  Strauss, Valerie (2020年3月20日). “As schooling rapidly moves online across the country, concerns rise about student data privacy”.  オリジナルの2020年3月31日時点におけるアーカイブ。 2020年3月26日閲覧。
37. 1 2  Konrad, Alex (2020年3月13日). “Exclusive: Zoom CEO Eric Yuan Is Giving K-12 Schools His Videoconferencing Tools For Free”.  オリジナルの2020年4月2日時点におけるアーカイブ。 2020年3月14日閲覧。
38. ↑  Vena, Danny (2020年3月14日). “Zoom Is Helping Schools Closing Due to Coronavirus -- for Free”.  オリジナルの2020年4月6日時点におけるアーカイブ。 2020年3月14日閲覧。
39. ↑  Novet, Jordan (2020年2月26日). “Zoom has added more videoconferencing users this year than in all of 2019 thanks to coronavirus, Bernstein says”. CNBC.  オリジナルの2020年3月4日時点におけるアーカイブ。 2020年3月31日閲覧。
40. ↑  Patnaik, Subrat (2020年4月2日). “Zoom's daily active users jumped from 10 million to over 200 million in 3 months”. Reuters. VentureBeat.  オリジナルの2020年4月13日時点におけるアーカイブ。 2020年4月13日閲覧。
41. ↑  Reinicke, Carmen (2020年3月23日). “Zoom Video has seen its stock spike more than 100% since January as coronavirus pushes millions to work from home (ZM)”. Business Insider.  オリジナルの2020年4月8日時点におけるアーカイブ。 2020年3月31日閲覧。
42. ↑  ズーム、クラウドサービスのファイブ９買収で合意－１兆6000億円強、2021年7月21日閲覧。
43. ↑  Plans & Pricing (Zoom社、2023年12月)
44. ↑  “Zoom Achieves FedRAMP “In Process” Milestone” (英語). Convergent (2018年7月10日). 2019年8月29日閲覧。
45. ↑  “Is Zoom a HIPAA Compliant Video and Web Conferencing Platform?” (英語). HIPAA Journal (2018年2月19日). 2019年8月29日閲覧。
46. ↑  “Build patient engagement with compliant video conferencing”. www.bitpipe.com. 2019年8月29日閲覧。
47. ↑  “Frost & Sullivan Recognizes Zoom as Company of the Year in Video and Web Conferencing”. best-practices.frost-multimedia-wire.com. 2019年8月29日閲覧。
48. ↑  Business. “Zoom Named Frost & Sullivan’s Company of the Year in the Global Video Conferencing Industry” (英語). systemscontractor. 2019年8月29日閲覧。
49. ↑  Hess (2018年12月5日). “The 10 best places to work in 2019, according to Glassdoor” (英語). CNBC. 2019年8月29日閲覧。
50. ↑  “The top-rated CEO in the U.S. is a Chinese immigrant” (英語). www.cbsnews.com. 2019年8月29日閲覧。
51. ↑  Wingard. “The Ascent Of Zoom CEO Eric Yuan: Leadership Lessons In Execution & Authenticity” (英語). Forbes. 2019年8月29日閲覧。
52. ↑  “Web Conferencing” (英語). TrustRadius. 2019年8月29日閲覧。
53. ↑  Communications. “Forbes Releases 2018 Cloud 100 List of the Best Private Cloud Companies in the World” (英語). Forbes. 2019年8月29日閲覧。
54. ↑  “2018 LDV Readers' Choice Awards Winners” (英語). Let's Do Video (2019年1月8日). 2019年8月29日閲覧。
55. ↑  “Magic Quadrant for Meeting Solutions” (英語). Gartner. 2019年8月29日閲覧。
56. ↑  Inc. “Best Meeting Solutions (Web Conferencing) Software of 2018 as Reviewed by Customers” (英語). Gartner. 2019年8月29日閲覧。
57. ↑  “Zoom Video Communications | Stevie Awards”. stevieawards.com. 2019年8月29日閲覧。
58. ↑  “Credit Suisse AG Announces the Disruptive Technology Recognition Program” (Press release). 20 November 2018. 2019年8月29日閲覧.
59. ↑  Gagliordi. “Zoom intros Zoom Voice, partners with Dropbox and Atlassian” (英語). ZDNet. 2019年8月29日閲覧。
60. ↑  Condon. “HP rolls out Zoom partnership, new notebooks for SMBs and more” (英語). ZDNet. 2019年8月29日閲覧。
61. ↑  Kerravala (2017年5月26日). “Polycom partners with longtime competitor Zoom on collaboration tool” (英語). Network World. 2019年8月29日閲覧。
62. ↑  “Slack and Zoom Deepen Their Partnership” (英語). UC Today (2019年5月10日). 2019年8月29日閲覧。
63. ↑  “Zoom announces Zoom Voice, App Marketplace, and partnerships with Dropbox and Atlassian” (英語). VentureBeat (2018年10月11日). 2019年8月29日閲覧。
64. ↑  “Zoomの広告なのにマツダのCMを連想する人多数 「このままマツダのCMとして使えそう」「マツダってF1に参戦してたっけ？」 ｜ ガジェット通信 GetNews”. ガジェット通信 GetNews (2021年6月24日). 2021年10月18日閲覧。
65. ↑  “Dropbox and Zoom Announce New Strategic Partnership” (英語). UC Today (2018年11月12日). 2019年8月28日閲覧。
66. ↑  ズーム、会議閉鎖とアカウント停止は「中国の要求に応じた」　写真1枚　国際ニュース：AFPBB News
67. ↑  アメリカ司法省 「Zoom」運営企業の中国人幹部を訴追 | 米中対立 | NHKニュース
68. ↑  “Former Zoom employee accused of censoring Tiananmen Square video meetings for Chinese government”. CNN BUSINESS. (2020年12月18日) 2021年2月9日閲覧。
69. ↑  “China-Based Executive at U.S. Telecommunications Company Charged with Disrupting Video Meetings Commemorating Tiananmen Square Massacre”. Department of Justice. (2020年12月18日) 2021年2月9日閲覧。
70. ↑  “XINJIANG JIN”. FBI. 2021年2月9日閲覧。
71. ↑  “Encryption for Meetings”.   Zoom Video Communications. 2020年4月8日時点のオリジナルよりアーカイブ。2020年4月7日閲覧。
72. ↑  “CVE-2018-15715”. National Vulnerability Database (2018年11月30日). 2019年7月9日時点のオリジナルよりアーカイブ。2019年7月9日閲覧。
73. ↑  “Security: CVE-2018-15715”.   Zoom. 2020年4月29日閲覧。
74. ↑  Rosenblatt, Joel (2020年3月31日). “Zoom Sued for Allegedly Illegally Disclosing Personal Data”. Bloomberg News.  オリジナルの2020年4月6日時点におけるアーカイブ。 2020年3月31日閲覧。
75. ↑  Cox, Joseph (2020年3月27日). “Zoom Removes Code That Sends Data to Facebook”. Vice.  オリジナルの2020年4月2日時点におけるアーカイブ。 2020年3月28日閲覧。
76. ↑  Tung, Liam (2020年3月30日). “Zoom to iPhone users: We're no longer sending your data to Facebook”. ZDNet.  オリジナルの2020年3月31日時点におけるアーカイブ。 2020年4月13日閲覧。
77. ↑  Krolik, Aaron; Singer, Natasha (2020年4月2日). “A Feature on Zoom Secretly Displayed Data From People's LinkedIn Profiles”. The New York Times.  オリジナルの2020年4月3日時点におけるアーカイブ。 2020年4月3日閲覧. "as high school students in Colorado signed in to a mandatory video meeting for a class, Zoom readied the full names and email addresses of at least six students — and their teacher — for possible use by its LinkedIn profile-matching tool"
78. ↑  Chin, Monica (2020年4月2日). “Zoom has disabled a feature that was exposing users' LinkedIn profiles”. The Verge.  オリジナルの2020年4月13日時点におけるアーカイブ。 2020年4月13日閲覧。
79. 1 2  St. Amour, Madeline (2020年3月25日). “Pivot to online raises concerns for FERPA, surveillance”. Inside Higher Ed.  オリジナルの2020年4月5日時点におけるアーカイブ。 2020年3月26日閲覧。
80. ↑  Leitschuh, Jonathan (2019年7月9日). “Zoom Zero Day: 4+ Million Webcams & maybe an RCE? Just get them to visit your website!”.  オリジナルの2019年7月9日時点におけるアーカイブ。 2019年7月9日閲覧。
81. ↑  Anderson, Tim (2019年7月9日). “Anyone for unintended Chat Roulette? Zoom installs hidden Mac web server to allow auto-join video conferencing”. The Register.  オリジナルの2019年7月9日時点におけるアーカイブ。 2019年7月9日閲覧。
82. ↑  Bond, Shannon (2020年4月3日). “A Must For Millions, Zoom Has A Dark Side — And An FBI Warning”. NPR.  オリジナルの2020年4月8日時点におけるアーカイブ。 2020年4月9日閲覧。
83. ↑  “FBI Warns of Teleconferencing and Online Classroom Hijacking During COVID-19 Pandemic” (Press release). Federal Bureau of Investigation. 30 March 2020. 2020年4月9日時点のオリジナルよりアーカイブ. 2020年4月2日閲覧.
84. ↑  Hern, Alex (2020年3月27日). “Trolls exploit Zoom privacy settings as app gains popularity”. The Guardian. ISSN 0261-3077.  オリジナルの2020年4月8日時点におけるアーカイブ。 2020年4月5日閲覧。
85. ↑  “Advanced Encryption for Chat”.   Zoom Video Communications. 2020年4月7日時点のオリジナルよりアーカイブ。2020年4月7日閲覧。
86. ↑  Lee, Micah (2020年3月31日). “Zoom Meetings Aren't End-to-End Encrypted, Despite Misleading Marketing”. The Intercept. 2020年4月2日時点のオリジナルよりアーカイブ。2020年3月31日閲覧。 “Currently, it is not possible to enable E2E encryption for Zoom video meetings. (...) When we use the phrase ‘End to End’ in our other literature, it is in reference to the connection being encrypted from Zoom end point to Zoom end point.”